# Projekt Management Austria
Die Projekt Management Austria (pma), gegründet 1973, ist ein gemeinnütziger Verein und eine Fachvereinigung für Projektmanagement. Sie ist die österreichische Ländervertretung des Dachverbands International Project Management Association (IPMA).

## Geschichte
Entstanden ist die Vereinigung aus einer Diskussionsgruppe an der Technischen Universität Wien, wo sich in den 1960er Jahren Projektmanager zum Gedankenaustausch trafen. Sie organisierten mit der Vorläuferorganisation der IPMA 1967 den ersten internationalen Fachkongress in Wien. Wenig später gründeten sie den Verein zur Förderung von Netzplantechnik, der am 8. Mai 1973 ins österreichische Vereinsregister eingetragen wurde und heute dort als Projekt Management Austria geführt wird.
Die pma ist damit der älteste der drei deutschsprachigen IPMA Mitgliedsverbände. Die Deutsche Gesellschaft für Projektmanagement (GPM) wurde 1979 und die Swiss Project Management Association (spm) 1983 gegründet.
1990 war die pma wieder für die Ausrichtung des World Congress zuständig. Die Organisatoren nutzten dies, um die Ausrichtung des Kongresses von der Fokussierung auf Methoden auf einen gesamtheitlichen Blick auszuweiten und die Idee des Management by Projects einzubringen.
2008 wurde die damalige Vorstandsvorsitzende die pma, Brigitte Schaden, zur Präsidentin der IPMA gewählt und hatte das Amt 2009 bis 2010 inne. Sie war damit die erste Frau an der Spitze der internationalen Organisation.

## Vereinszweck
Vereinszweck der pma ist die „Förderung des Projektmanagements und des Berufsbildes Projektmanager*in, bzw. des Wissenschaftszweiges Projektmanagement der Betriebswirtschaftslehre im österreichischen Hochschulwesen“. Sie versteht sich auch als Netzwerk für Berufseinsteiger und Experten zur Weiterbildung und zum Erfahrungsaustausch.

## Organisation
Stand 2023 hat die pma rund 1.300 Mitglieder. Mitglieder sind Einzelpersonen und Organisationen, unter anderem Universitäten, Wirtschaftsunternehmen und Organisationen der öffentlichen Verwaltung.
Die pma wird von einem achtköpfigen Vorstand geleitet. Die Vorstandsmitglieder sind jeweils für einen bestimmten Schwerpunkt zuständig. Präsidentin ist Brigitte Schaden. Vorstandsvorsitzender ist seit 2017 Günther Lauer. Der Vorstand wird von einem neunköpfigen Beirat beraten. Die Geschäftsstelle der pma befindet sich in Wien im Palais Schlick. Sie unterteilt sich in das pma office mit Zuständigkeiten für Verwaltung und Marketing und in die Zertifizierungsstelle.

## Aktivitäten

### Jahreskongress
Seit 2003 findet jährlich der pma Jahreskongress focus mit mittlerweile rund 500 Teilnehmern statt. Veranstaltungsort ist seit mehreren Jahren jeweils das Austria Center Vienna, seit 2021 auch hybrid mit online übertragenen Veranstaltungen. Die Themen der Vorträge und Workshops kommen aus der Wissenschaft und der Projektpraxis. Für Keynotevorträge werden jeweils öffentlich bekannte Vortragende eingeladen, zum Beispiel 2013 der Rennrollstuhlfahrer und Paralympicsieger Thomas Geierspichler und 2022 der Autor und Wissenschaftskabarettist Martin Moder. Begleitet wird der Kongress von einer Projektmanagement-Messe, an der auch internationale Unternehmen teilnehmen.

### Weiterbildung und Zertifizierung
Die pma organisiert Seminare und Weiterbildungen im Bereich Projektmanagement. Sie ist Zertifizierungsstelle der IPMA und bietet die weltweit gültigen Projektmanagement-Zertifizierungen nach dem 4-stufigen IPMA Zertifizierungssystem an. Dabei kooperiert sie mit Hochschulen wie der Donau-Universität Krems oder der Technischen Universität Wien.
Als Grundlage der Ausbildung gilt die IPMA Individual Competence Baseline, welche die pma in einer österreichischen Fassung publiziert. Als Weiterbildungsgrundlage wird die pm baseline herausgegeben, jeweils angepasst auf die aktuelle Version der ICB. Die erste Version erschien 1999, die Version 3.1 von 2018 wurde auf die ICB 4 angepasst.

### Nachwuchsförderung
Seit 2008 hat der Verein eine Jugendorganisation, die pma young crew, entsprechend den internationalen Strukturen der IPMA. Außerdem werden jährlich schulische oder studentische Projektteams mit dem pma junior award ausgezeichnet.
Die pma ist Kooperationspartner der KinderuniWien und der dazugehörigen Online-Kinderuni, die von der Universität Wien initiiert wurde, und kindgerechte Informationsmaterialien zu einer Vielzahl von Themen bereitstellt.

### Förderpreise
Für besondere Leistungen im Projektmanagement verleiht die pma jährlich mehrere Preise. Sie werden in einem mehrstufigen Prozess von einer Fachjury bewertet und feierlich im Rahmen des pma award gala dinner überreicht.
- Project Manager of the Year als Auszeichnung für Personen
- pma project excellence award als Auszeichnung für Projekte
- pma junior award für schulische oder studentische Projektteams

### Internationale Zusammenarbeit
Seit 2014 kooperiert die pma gemeinsam mit der spm und der GPM in der Organisation der D-A-CH Forschungswerkstatt, die ursprünglich von der GPM initiiert wurde. Bei dem Treffen ausgewählter, geladener Projektmanagementexperten aus Wissenschaft und Wirtschaft werden aktuelle Fragen des Projektmanagements aus der Sicht der Wissenschaft und der Praxis diskutiert. Die Veranstaltung findet jährlich abwechselnd in den drei beteiligten Ländern statt. Bisher 2015 und 2019 wurde das Treffen in Wien durchgeführt.
Martina Huemann, pma Vorstand für Awards und Forschungswerkstatt, ist seit 2018 Editor-in-Chief des International Journal of Project Management. Die Zeitschrift ist auf wissenschaftliche Forschung zu Projektmanagement ausgerichtet und wird von der IPMA in Kooperation mit der Association for Project Management und dem Verlag Elsevier herausgegeben.

### Publikationen und Öffentlichkeitsarbeit
pma wirkt, wie auch die spm, an der von der GPM herausgegebene Fachzeitschrift Projektmanagement aktuell mit. Neben der Beteiligung durch Fachartikel zu Forschung und Praxis des Projektmanagements gibt es darin auch die Rubrik pma Vereinsnachrichten. Daneben gestaltet die pma ein Blog zu Vereins- und Projektmanagementthemen und produziert Podcasts.